# فرد آرثر
فرد آرثر هو لاعب هوكي الجليد كندي، ولد في 6 مارس 1961 في تورونتو في كندا.

## وصلات خارجية
- فرد آرثر على موقع دوري الهوكي الوطني (الإنجليزية)
- فرد آرثر على موقع قاعة مشاهير الهوكي (لاعب أن.إتش.أل) (الإنجليزية)
- فرد آرثر على موقع EliteProspects.com (الإنجليزية)
- فرد آرثر على موقع HockeyDB.com (الإنجليزية)
- فرد آرثر على موقع Hockey-Reference.com (الإنجليزية)